# HaChotrim
HaChotrim (hebräisch הַחוֹתְרִים deutsch ‚die Ruderer‘, englisch HaHotrim) ist ein Kibbuz in Israel.
Der im Dezember 1948 von deutschen und tschechoslowakischen Flüchtlingen gegründete Ort gehört zur Regionalverwaltung Chof HaKarmel im Bezirk Haifa. 2018 wohnten im Ort 809 Personen. Die israelische Hauptbahn und die Küstenstraße  trennen den Ort von den Dünen am Mittelmeer.  